# 吉田萌
吉田 萌（よしだ めぐむ、1995年7月2日 - ）は、日本国のアーティスティックスイミング選手。

## 経歴・人物
愛知県名古屋市出身。名古屋市立萩山中学校、名古屋大谷高等学校、愛知学院大学卒業。
4歳の時にザ・クラブ ピア88でシンクロナイズドスイミングを始め、小学校・中学校と進むにつれ競技に入れ込む。
名古屋市立萩山中学校在学中の2009年に出場したJOCジュニアオリンピック夏季大会シンクロナイズドスイミング（長野運動公園総合運動場総合市民プール）では所属クラブ「ザ・クラブ ピア88」のメンバーとしてチーム種目で8位に入賞している。
愛知学院大学卒業後にアーティスティックスイミング日本代表（マーメイドジャパン）に選出され、ヘッドコーチの井村雅代にその体格を見込まれてデュエット種目に於ける日本のエース・乾友紀子のパートナーに抜擢される。
2018年アジア競技大会（インドネシア）のアーティスティックスイミング競技では乾とコンビを組んでデュエットフリールーティンで銀メダルを獲得した。
2019年世界水泳選手権（大韓民国・光州市）ではデュエット、チームの2種目に出場し、共に4位という成績に終わった。この結果に責任を感じた吉田は、東京オリンピックに雪辱を期すため、井村の厳しい特訓を受け鍛え上げる日々を過ごす。
1年延期された2021年の2020年東京オリンピックは特訓の成果を出さんと意気込んで臨んだが、世界の壁は厚くデュエットとチーム共に前年の世界選手権同様にメダルを獲得出来ず4位という結果に終わった。
2022年5月の日本選手権ではオープン参加ながら14歳の新鋭・比嘉もえとデュエットのコンビを組み、90.8857点をマークした。
2024年パリオリンピックではアーティスティックスイミング日本代表の主将を務めた。2024年パリオリンピックのアーティスティックスイミング競技のチーム種目で日本は、テクニカルルーティン（TR）、フリールーティン（FR）、アクロバティックルーティン（AR）の3種目を合わせた合計が880.6841点となり5位だった。